# Muehlenbeckia sagittifolia
Muehlenbeckia sagittifolia (Ortega) Meisn. – gatunek rośliny z rodziny rdestowatych (Polygonaceae Juss.). Występuje naturalnie w Ameryce Południowej – w Boliwii, Paragwaju, Brazylii (w stanach Mato Grosso do Sul, Rio Grande do Sul i Santa Catarina) oraz północnej Argentynie. 

## Morfologia
PokrójZrzucający liście krzew dorastający do 5 m wysokości. Pędy są pnące.
LiścieIch blaszka liściowa ma kształt od oszczepowatego do lancetowatego. Mierzy 50 mm długości oraz 10 mm szerokości, o wierzchołku od tępego do ostrego. Ogonek liściowy jest nagi.
KwiatyObupłciowe lub funkcjonalnie jednopłciowe, zebrane w kłosy, rozwijają się w kątach pędów. Listki okwiatu mają zielono-białawą barwę.
OwoceTrójboczne niełupki o odwrotnie jajowatym kształcie, osiągają 2–3 mm długości.

## Biologia i ekologia
Rośnie w lasach wtórnych, na polach uprawnych oraz nieużytkach, na terenach nizinnych.